# Heptazine

Structure générique d'une heptazine.

Une heptazine, ou tri-s-triazine ou cyamélurine, est un composé chimique formé de trois noyaux triazines fusionnés, avec trois substituants aux sommets du triangle formé par les trois hétérocycles. La forme générale correspond au 1,3,4,6,7,9,9b-heptaazaphénalène. Le composé parent, dans lequel les trois substituants sont des atomes d'hydrogène, est appelé 1,3,4,6,7,9-hexaazacycl[3.3.3]azine, ou simplement tri-s-triazine.
Ces composés ont été découverts au XIXe siècle mais leur étude a été entravée par leur faible solubilité. Ils sont utilisés comme retardateurs de flamme et font l'objet de recherches pour d'éventuelles applications notamment comme matériaux pour l'électronique et comme explosifs.